# Liotryphon atriceps
Liotryphon atriceps là một loài tò vò trong họ Ichneumonidae.